# Børneradio
Børneradio var et radioprogram på DR P3, der blev sendt kl. 15-16 på hverdage fra starten af 1980'erne til 2003.
Programmets målgruppe var de 9-13-årige. Indholdet var en blanding af underholdning, telefonquizzer, gæster i studiet, debat og føjletoner, bl.a. Wikke & Rasmussens radiotegneserie Pas på varerne, Arne! og historiske fortællinger oplæst af Carsten Overskov.
Tonen var frejdig uden løftede pegefingre. Det kom bl.a. til udtryk ved programmets slogan “rimlig rar, rimlig rå”, og programmets hjemmesideadresse, www.dr.dk/idiot.
Blandt værterne gennem tiden var Pia Røn, Lars le Dous, Oliver Zahle, Peter Engell, Sara Bro og Peter Amelung. Desuden har der været sketcher af bl.a. Anders Matthesen, Bossy Bo, Esben Pretzmann og Rune Tolsgaard.
I 1996 udgav programmet albummet Rimlig rar, rimlig rå med musik af danske hiphop- og alternativ rock-bands. I 2000 udgav Anders Matthesen albummet Hva' snakker du om? – Den ka' byttes Vol. 1 baseret på sine ugentlige satireindslag i programmet.

## Diskografi
- Rimlig rar, rimlig rå (1996)